# Cryptoscorpius americanus
Cryptoscorpius
Genre
Espèce
Cryptoscorpius americanus, unique représentant du genre Cryptoscorpius, est une espèce fossile de scorpions de la famille des Palaeopisthacanthidae.

## Distribution
Cette espèce a été découverte à Lone Star Lake au Kansas aux États-Unis. Elle date du Carbonifère.

## Publication originale
- Jeram, 1994 : « Carboniferous Orthosterni and their relationships to living scorpions. » Palaeontology, vol. 37, p. 513-550.